# 根本寺 (鹿嶋市)
根本寺（こんぽんじ）は、茨城県鹿嶋市にある臨済宗妙心寺派の寺院。
聖徳太子の開基と伝えられる。
松尾芭蕉が1687年（貞享4年）に月見に訪れた際に詠んだ「月はやし梢は雨を持ちながら」の句碑が建てられている。